# Jaroslav Netolička
Jaroslav Netolička   (Opava, 3 de març de 1954) és un exfutbolista txec de la dècada de 1980.
Fou 15 cops internacional amb la selecció txecoslovaca amb la qual participà en l'Eurocopa 1980 i als Jocs Olímpics d'Estiu de 1980, on guanyà la medalla d'or.
Pel que fa a clubs, defensà els colors de Dukla Praga i TJ Vítkovice com a principals clubs.